# Élections régionales de 2001 à Berlin
Les élections régionales de 2001 à Berlin (en allemand : Wahl zum Abgeordnetenhaus von Berlin 2001) se tiennent le 21 octobre 2001, afin d'élire les 130 députés de la 15e législature de la Chambre des députés, pour un mandat de cinq ans. Du fait de la loi électorale, 141 députés sont élus.

## Contexte
Aux élections régionales du 10 octobre 1999, la CDU, au pouvoir depuis 1991, confirme son emprise la ville. Cumulant 40,8 % des suffrages exprimés, elle progresse de plus de trois points et obtient 76 députés sur 169. Elle devance largement son partenaire de coalition. Le SPD se contente en effet de 22,4 % des voix et 42 sièges.
Le PDS gagne lui aussi trois points et s'affirme comme la troisième force politique de Berlin en totalisant 33 parlementaires. Il devance assez nettement les Grünen, qui enregistrent pour leur part trois points de recul. Ils retombent juste sous la barre des 10 % et font élire 18 élus.
Le bourgmestre-gouverneur Eberhard Diepgen confirme sa « grande coalition » et forme son cinquième gouvernement, dans lequel il s'attribue la tutelle du département de la Justice après que les deux alliés n'ont pu se mettre d'accord sur son attribution.
Le 7 juin 2001, la majorité se rompt après les révélations sur la banqueroute de la banque publique régionale Bankgesellschaft Berlin, dont l'un des principaux dirigeants est Klaus-Rüdiger Landowsky, président du groupe parlementaire de l'Union chrétienne-démocrate et mentor de Diepgen. La Chambre adopte neuf jours plus tard une motion de censure avec les voix du Parti social-démocrate, du Parti du socialisme démocratique et des Verts. Le président du groupe parlementaire du SPD Klaus Wowereit est ensuite élu à la tête de l'exécutif municipal, forme une « coalition rouge-verte minoritaire » tolérée par le PDS et annonce la tenue de nouvelles élections pour le 21 octobre suivant.

## Mode de scrutin
La Chambre des députés est constitué de 130 députés (en allemand : Abgeordnete), élus pour une législature de cinq ans au suffrage universel direct et suivant le scrutin proportionnel de Hare.
Chaque électeur dispose de deux voix : la première (en allemand : Erststimme) lui permet de voter pour un candidat de sa circonscription selon les modalités du scrutin uninominal majoritaire à un tour, le Land comptant un total de 78 circonscriptions ; la seconde voix (en allemand : Zweitstimme) lui permet de voter en faveur d'une liste de candidats présentée par un parti au niveau de la ville ou de son arrondissement.
Lors du dépouillement, l'intégralité des 130 sièges est répartie à la proportionnelle sur la base des secondes voix uniquement, à condition qu'un parti ait remporté 5 % des voix au niveau de la ville ou un mandat au scrutin uninominal. Si un parti a remporté des mandats au scrutin uninominal, ses sièges sont d'abord pourvus par ceux-ci.
Dans le cas où un parti obtient plus de mandats au scrutin uninominal que la proportionnelle ne lui en attribue, la taille du Landtag est augmentée jusqu'à rétablir la proportionnalité.

## Campagne

### Principaux partis
| Parti | Parti                                                                              | Chef de file                            | Résultat en 1994           |
| ----- | ---------------------------------------------------------------------------------- | --------------------------------------- | -------------------------- |
|       | Union chrétienne-démocrate d'Allemagne Christlich Demokratische Union Deutschlands | Frank Steffel                           | 40,8 % des voix 76 députés |
|       | Parti social-démocrate d'Allemagne Sozialdemokratische Partei Deutschlands         | Klaus Wowereit (Bourgmestre-gouverneur) | 22,4 % des voix 42 députés |
|       | Parti du socialisme démocratique Partei des Demokratischen Sozialismus             | Gregor Gysi                             | 17,7 % des voix 33 députés |
|       | Alliance 90 / Les Verts Bündnis 90/Die Grünen                                      | Sibyll-Anka Klotz                       | 9,9 % des voix 18 députés  |
|       | Parti libéral-démocrate Freie Demokratische Partei                                 | Günter Rexrodt                          | 2,2 % des voix 0 député    |

### Sondages
| Institut        | Date       | CDU  | SPD  | Grünen | FDP  | PDS  |
| --------------- | ---------- | ---- | ---- | ------ | ---- | ---- |
| Institut        | Date       |      |      |        |      |      |
| Forsa           | 18/10/2001 | 25 % | 35 % | 9 %    | 7 %  | 18 % |
| Infratest dimap | 12/10/2001 | 25 % | 33 % | 10 %   | 9 %  | 19 % |
| Forsa           | 11/10/2001 | 26 % | 36 % | 10 %   | 7 %  | 16 % |
| FgW             | 05/10/2001 | 26 % | 36 % | 10 %   | 9 %  | 15 % |
| Forsa           | 04/10/2001 | 27 % | 34 % | 10 %   | 10 % | 15 % |
| Forsa           | 27/09/2001 | 28 % | 34 % | 10 %   | 9 %  | 16 % |
| Forsa           | 06/09/2001 | 26 % | 35 % | 10 %   | 9 %  | 17 % |
| Forsa           | 04/08/2001 | 30 % | 32 % | 10 %   | 7 %  | 17 % |
| Infratest dimap | 20/07/2001 | 26 % | 28 % | 11 %   | 9 %  | 21 % |
| Forsa           | 01/07/2001 | 30 % | 32 % | 9 %    | 7 %  | 18 % |
| Infratest dimap | 22/06/2001 | 30 % | 28 % | 9 %    | 7 %  | 22 % |

## Résultats

### Voix et sièges
|                                   | Parti social-démocrate d'Allemagne (SPD)      | Parti social-démocrate d'Allemagne (SPD)      | 547 345   | 33,96 | 32        | 32            | 481 772   | 29,68 | 12 | 44  | 2             |  |  |  |
|                                   | Union chrétienne-démocrate d'Allemagne (CDU)  | Union chrétienne-démocrate d'Allemagne (CDU)  | 435 135   | 27,00 | 19        | 27            | 385 692   | 23,76 | 16 | 35  | 41            |  |  |  |
|                                   | Parti du socialisme démocratique (PDS)        | Parti du socialisme démocratique (PDS)        | 327 528   | 20,32 | 26        | 4             | 366 292   | 22,56 | 7  | 33  | en stagnation |  |  |  |
|                                   | Parti libéral-démocrate (FDP)                 | Parti libéral-démocrate (FDP)                 | 143 364   | 8,89  | 0         | 0             | 160 953   | 9,91  | 15 | 15  | 15            |  |  |  |
|                                   | Alliance 90 / Les Verts (Grünen)              | Alliance 90 / Les Verts (Grünen)              | 137 626   | 8,54  | 1         | 1             | 148 066   | 9,12  | 13 | 14  | 4             |  |  |  |
|                                   | Les Gris - Les Panthères grises (GRAUE)       | Les Gris - Les Panthères grises (GRAUE)       |           |       |           |               | 22 093    | 1,36  | 0  | 0   | en stagnation |  |  |  |
|                                   | Les Républicains (REP)                        | Les Républicains (REP)                        | 758       | 0,05  | 0         | en stagnation | 21 836    | 1,35  | 0  | 0   | en stagnation |  |  |  |
|                                   | Parti national-démocrate d'Allemagne (NPD)    | Parti national-démocrate d'Allemagne (NPD)    | 597       | 0,04  | 0         | en stagnation | 15 110    | 0,93  | 0  | 0   | en stagnation |  |  |  |
|                                   | Parti des indépendants (STATT)                | Parti des indépendants (STATT)                | 9 885     | 0,61  | 0         | Nv.           | 13 396    | 0,83  | 0  | 0   | Nv.           |  |  |  |
|                                   | Parti écologiste-démocrate (ÖDP)              | Parti écologiste-démocrate (ÖDP)              | 1 663     | 0,10  | 0         | en stagnation | 3 304     | 0,20  | 0  | 0   | en stagnation |  |  |  |
|                                   | Mouvement des droits civils Solidarité (BüSo) | Mouvement des droits civils Solidarité (BüSo) |           |       |           |               | 1 889     | 0,12  | 0  | 0   | en stagnation |  |  |  |
|                                   | Autres                                        | Autres                                        | 7 867     | 0,49  | 0         | en stagnation | 2 935     | 0,18  | 0  | 0   | en stagnation |  |  |  |
|                                   |                                               |                                               |           |       |           |               |           |       |    |     |               |  |  |  |
| Votes valides                     | Votes valides                                 | Votes valides                                 | 1 611 768 | 97,93 |           |               | 1 623 338 | 98,64 |    |     |               |  |  |  |
| Votes blancs et nuls              | Votes blancs et nuls                          | Votes blancs et nuls                          | 32 630    | 2,07  | 21 359    | 1,36          |           |       |    |     |               |  |  |  |
| Total                             | Total                                         | Total                                         | 1 645 673 | 100   | 78        | en stagnation | 1 645 673 | 100   | 63 | 141 | 28            |  |  |  |
| Abstentions                       | Abstentions                                   | Abstentions                                   | 771 901   | 31,93 |           |               | 771 901   | 31,93 |    |     |               |  |  |  |
| Nombre d'inscrits / participation | Nombre d'inscrits / participation             | Nombre d'inscrits / participation             | 2 417 574 | 68,07 | 2 417 574 | 68,07         |           |       |    |     |               |  |  |  |

### Analyse
Avec près de 30 % des voix, le SPD devient la première force politique de Berlin, pour la première fois depuis les élections de 1971. À l'inverse, la CDU au pouvoir depuis 1990 subit une vraie déroute en perdant plus de la moitié de ses élus. Le scrutin est également marqué par la nette progression du PDS et le retour du FDP à la Chambre des députés.

#### Géographie électorale
| Territoire      | SPD    | CDU    | PDS    | FDP    | Grünen | Autres |
| --------------- | ------ | ------ | ------ | ------ | ------ | ------ |
| Territoire      |        |        |        |        |        |        |
| Ex-Berlin-Ouest | 33,7 % | 30,8 % | 6,9 %  | 12,8 % | 11,1 % | 4,7 %  |
| Ex-Berlin-Est   | 23,2 % | 12,4 % | 47,6 % | 5,3 %  | 5,9 %  | 5,6 %  |
| Total           | 29,7 % | 23,8 % | 22,6 % | 9,9 %  | 9,1 %  | 4,9 %  |

### Conséquences
Klaus Wowereit ne réédite pas l'expérience du gouvernement minoritaire. Il forme une « coalition rouge-rouge » l'associant au PDS et entame son deuxième mandat le 17 janvier 2002.